# Anton Rolandsson Martin
Anton Rolandsson Martin (* 3. Augustjul. / 14. August 1729greg. auf Gut Müntenhof bei Weißenstein, Estland; † 30. Januar 1785 in Åbo) war ein schwedischer Polarforscher und Botaniker.

## Leben
Martin begann sein Studium an der Königlichen Akademie in Åbo. Er promovierte am 22. Juni 1757 bei Carl von Linné mit dem Thema Buxbaumia.
Linnaeus vermittelte ihn 1758 auf einen Walfänger, damit er die Polarregion untersuchen konnte. Er konnte jedoch nur wenige Tage auf Spitzbergen bleiben und erforschte dann Norwegen. Er gilt als der erste schwedische Polarforscher. Nach seiner Rückkehr arbeitete er als Tutor in Finnland.
Sein Tagebuch wurde 1881 unter dem Titel Dagbok vid en resa till Norrpolen eller Spitsbergen 1758 veröffentlicht.

## Schriften
- Dagbok hållen vid en resa till Norrpolen eller Spitsbergen, på K. Vetenskaps-Akademiens omkostnad och med ett Grönländska Compagniet i Göteborg tillhörande skepp år 1758. In: Årsboken Ymer. Band 1, 1881.